# Spot (producent)
Spot właśc. Glen Lockett (ur. 1 lipca 1951 w Los Angeles, zm. 4 marca 2023 w Sheboygan) – amerykański producent muzyczny. Karierę producenta zaczynał w niezależnej wytwórni SST Records – prowadzonej przez Grega Ginna z zespołu Black Flag. W latach 1979–1985 nagrał, zmiksował, wyprodukował większość singli i albumów wykonawców związanych z tą firmą. Jego nazwisko widnieje na płytach zespołów: Black Flag, Minutemen, Meat Puppets, Hüsker Dü, Saint Vitus, Descendents, Minor Threat, Misfits, Big Boys czy Dicks.
Wyprodukował również nagrania kilku wykonawcom spoza SST Records. W 1987 otworzył własną wytwórnię No Auditions. Dał się również poznać jako znakomity muzyk-multiinstrumentalista. Z czasem przestał zajmować się produkcją by skoncentrować się na graniu. W 2000 roku w barwach No Auditions i Upland Records (firma należąca do członków zespołu Descendents) wydał własny materiał.
W ostatnich latach życia mieszkał w Austin w Teksasie.